# Al-Wehdat Sport Club
El Al-Wehdat Sport Club, también nombrado Al Wihdat (en árabe: الوحدات‎) es un club de fútbol de la ciudad de Amán, Jordania. Fue fundado en 1956 y juega en la Liga Premier de Jordania.

## Historia
El equipo fue fundado en 1956 en el Nuevo Campo de Amán, un campo de refugiados palestinos. El primer título de Liga lo conquistó en 1980 y actualmente es uno de los equipos más exitosos del país. Mantiene una dura rivalidad con otro equipo de la ciudad, el Al Faisaly.

## Uniforme
- Uniforme titular: Camiseta verde, pantalón rojo y medias blancas.
- Uniforme alternativo: Camiseta blanca, pantalón blanco y medias verdes.
- Tercer uniforme: Camiseta verde, pantalón blanco y medias blancas.

## Estadio
El Al-Wehdat Club juega en el Estadio Internacional de Amán, que posee una capacidad para 25.000 personas.

## Palmarés

### Torneos nacionales
- Liga Premier de Jordania (17):

1980, 1987, 1991, 1994, 1995, 1996, 1997, 2004-05, 2006-07, 2007-08, 2008-09, 2010-11, 2013-14, 2014-15, 2015-16, 2017-18,2020
- Copa de Jordania (10):

1982, 1985, 1988, 1996, 1997, 2000, 2008-09, 2009-10, 2010-11, 2013-14
- Copa FA Shield de Jordania (10):

1982, 1983, 1988, 1995, 2002, 2004, 2008, 2010, 2017,2020
- Supercopa de Jordania (15):

1989, 1992, 1997, 1998, 2000, 2001, 2005, 2008, 2009, 2010, 2011, 2014,2018, 2021, 2023

### Participaciones en competiciones internacionales
- Copa de Clubes de Asia

1995: Primera ronda
- Liga de Campeones de la AFC

2003: Segunda ronda de clasificación
2015: Segunda Preliminar
2016: Playoff
2017: Playoff
2019: Primera Preliminar
2021: Fase de grupos
2022: Fase de grupos
- Copa AFC

2006: Semifinales
2007: Semifinales
2008: Fase de grupos
2009: Fase de grupos
2010: Fase de grupos
2011: Semifinales
2012: Cuartos de final
2015: Segunda ronda
2016: Segunda ronda
2018: Semifinales de zona
- Recopa de Asia

2001: Cuartos de final
2002: Segunda ronda